# Duckface
Duckface (engleski doslovno lice patke) sociološki je trend ili mimika koju najčešće zauzimaju mlade žene prilikom fotografiranja, a koja se sastoji od napućenih usana, uvučenih obraza i širom raširenih očiju. Takva poza najčešće rezultira smiješnim fotografijama. Osobito je popularna poza za sebiće u internetskim društvenim mrežama.
Mimika može biti, primjerice, simpatična, privlačna i/ili glupa.

## Vanjske poveznice
- Tportal .hr, Zastrašujući trendovi koji bi mogli zamijeniti 'duckface'